# Наступление
Наступле́ние — основной вид военных (боевых) действий, основанный на атакующих действиях, в форме боёв, операций и сражений формирований вооружённых сил того или иного государства или союза государств.
Применяется для разгрома формирований противника (уничтожения (пленения) его живой силы, уничтожения (захвата) вооружения и военной техники) и овладения важными оборонительными районами, рубежами и объектами на территории занятой противником.

## Роль наступления в ведении боевых действий
179. Наступление проводится в целях разгрома противостоящего противника, овладения назначенным объектом и создания условий для ведения последующих действий. Оно заключается в поражении противника всеми имеющимися средствами, решительной атаке, стремительном продвижении войск в глубину его боевого порядка, уничтожении и пленении живой силы, захвате вооружения, техники и различных объектов. Под разгромом понимается нанесение противнику такого ущерба, при котором он теряет способность к сопротивлению.
Личный состав взвода (отделения, танка), используя результаты огневого поражения противника, должен вести наступление с полным напряжением сил, непрерывно днем и ночью, в любую погоду и в тесном взаимодействии с другими подразделениями разгромить противостоящего противника.— Боевой устав (взвод, отделение, танк)
В соответствии с военными доктринами большинства государств и военных блоков, наступлению, как виду военных (боевых) действий, отдаётся предпочтение, по отношению к оборонительным военным (боевым) действиям.
Наступление заключается в нанесении по противнику ударов различными боевыми средствами на суше, в воздухе (космосе), в океане (на море) и в информационном пространстве, уничтожении основных группировок его войск (сил) и решительном использовании достигнутого успеха путём стремительного продвижения своих войск (сил), обхода, охвата или окружения противника. Масштаб наступления может быть стратегическим, оперативным, оперативно-тактическим и тактическим.
Наступление ведётся с полным напряжением сил, в высоком темпе, безостановочно днём и ночью, в любую погоду и на любой местности при тесном взаимодействии всех формирований (подразделений, частей, соединений и объединений).
В процессе наступления войска (силы) захватывают инициативу и навязывают свою волю противнику. Целью наступления является достижение определённого успеха, для закрепления которого возможен переход к обороне или же — наступление на других участках фронта.

## Виды наступлений
Разновидностями наступления в оперативном и тактическом масштабах являются преследование, а в стратегическом и оперативно-стратегическом масштабах — контрнаступление, воздушное наступление, артиллерийское наступление.
Наступление может вестись на обороняющегося противника, на наступающего, на контрнаступающего, либо отходящего.
При наступлении на обороняющегося противника существует два способа наступления:
1. из положения непосредственного соприкосновения с противником;
2. с ходу.

Наступление на отходящего противника осуществляется путём преследования, если же противник наступает, то оно осуществляется с ходу.

## Кульминационный пункт наступления
По мере наступления силы наступающей стороны сравнительно быстро ослабевают (в частности, из-за необходимости удерживать всё более растянутые линии снабжения и распыления сил для этого); ситуация для обороняющейся стороны обычно более благоприятна (линии снабжения укорачиваются, спланированное отступление позволяет сконцентрировать силы).
Из-за этих факторов, если наступающие силы не могут или не планируют одержать стратегическую, окончательную, победу, а обороняющиеся не уклоняются от боя, при продолжении наступления может наступить момент, когда перевес сил оказывается на стороне обороняющихся. Это явление было подмечено ещё Клаузевицем в его труде «О войне»; он назвал его кульминационным пунктом наступления.
Искусство военачальника состоит в том, чтобы достичь целей наступления до наступления кульминационного пункта. В случае продолжения наступления после кульминационного пункта возможна контратака противника и катастрофа, так как реакция в такой ситуации «обычно значительно превосходит силу предшествовавшего ей удара» (Клаузевиц).
Руководство армии США FM 100-5 («Операции») явно требует от атакующего командира осознать приближение кульминационного пункта и перейти к обороне, пока он ещё сам может выбирать время и место для неё.

## Роль численного соотношения в наступлении
Считается, что при равных технических условиях, в тактическом позиционном бою, для эффективного наступления, силы наступающего должны численно превосходить силы обороняющегося не менее чем в три раза. Соответственно, обороняющийся может продолжительное время сдерживать наступление противника, численно превосходящего до трёх крат. Это связывают с разницей в боевых возможностях подразделений, в зависимости от обороны или наступления. Так, например, полевой устав армии США рекомендует для достижения цели наступления на направлении главного удара создавать не менее чем 6-кратное превосходство над обороняющимся в силах и средствах. Для отражения наступления в подобных условиях необходимо добиться такого положения, чтобы в динамике обороны указанное соотношение было снижено и не превышало 2-3:1 в пользу наступающего и чтобы в результате он не мог продолжать наступление.
В то же время в манёвренном бою, наступающий свободен в выборе места и времени нанесения ударов, у него инициатива и способность на главных направлениях (участках прорыва) создавать значительное превосходство в силах и средствах (превышающие 2-3-кратное). Что в свою очередь нивелирует роль численного соотношения.

## Наступление формирований
Ширина наступления, по фронту, и глубина наступления различных формирований различна, в зависимости от вооружённых сил государства или союза государств, местности, природно-климатических условий и других факторов.
Согласно уставам[какому?] и наставлением тех или иных ВС определены следующие порядки наступления:

### мсо (мпо)
Мотострелковое отделение (мсо) ВС Союза ССР, в пешем порядке, наступает на фронте до 50 метров, Боевой порядок — цепь. Расстояние между военнослужащими 4 — 6 метров.

### мсв (мпв)
Мотострелковый взвод (мсв) ВС СССР, в пешем порядке и в пешем порядке за танком наступает на фронте до 300 метров, на БМП и на БМП за танком, до 200 метров. Боевой порядок мотострелкового взвода в линию отделений или в линию машин.

### тв
Танковый взвод (тв) наступает на фронте до 300 метров.

### мср (мпр)
Мотострелковая (пехотная) рота (мср), в пешем порядке и в пешем порядке за танками наступает на фронте до 600 метров, на БМП и на БМП за танками, до 400 метров. Боевой порядок мотострелковой роты, в линию взводов или в линию машин.

### мсб (мпб)
Мотострелковый (пехотный) батальон (мсб), в пешем порядке и в пешем порядке за танками наступает на фронте до 1 000 метров, или до одного километра, на БМП и на БМП за танками, до 800 метров.

### мсп (мпп)
Мотострелковый (пехотный) полк (мсп), в пешем порядке и в пешем порядке за танками наступает на фронте до 2 000 метров или, до двух километров, на БМП и на БМП за танками, до 1 000 метров.

### мсбр (мпбр)
Мотострелковая (пехотная) бригада (мсбр), в пешем порядке и в пешем порядке за танками наступает на фронте до трёх километров, на БМП и на БМП за танками, до 1 500 метров.

### тбр
Танковая бригада (4-х батальонного состава) Германской армии наступает по фронту до 2 — 4 километров, глубина наступления тбр составляет до 3 — 5 километров.

### мсд (мпд)
Мотострелковая (пехотная) дивизия (мсд (мпд)), в пешем порядке и в пешем порядке за танками наступает на фронте 4 — 5 километров. При фронтальном наступлении на противника, занимающего укреплённые позиции, ширина полосы наступления мсд, действующей на главном направлении, обычно не превышает величины три километра.

### Стрелковый корпус (ск)
Стрелковый (армейский, пехотный) корпус (ск (ак, пк)) Германской армии наступает на фронте до 10 — 12 километров.

### Армия (А)
Армия (А) наступает на фронте до 20 — 25 километров.

### Фронт (Ф)
Ширина наступления Фронта (Ф) до 40 — 50 километров.